# Liste der Weltranglistenersten im Snooker

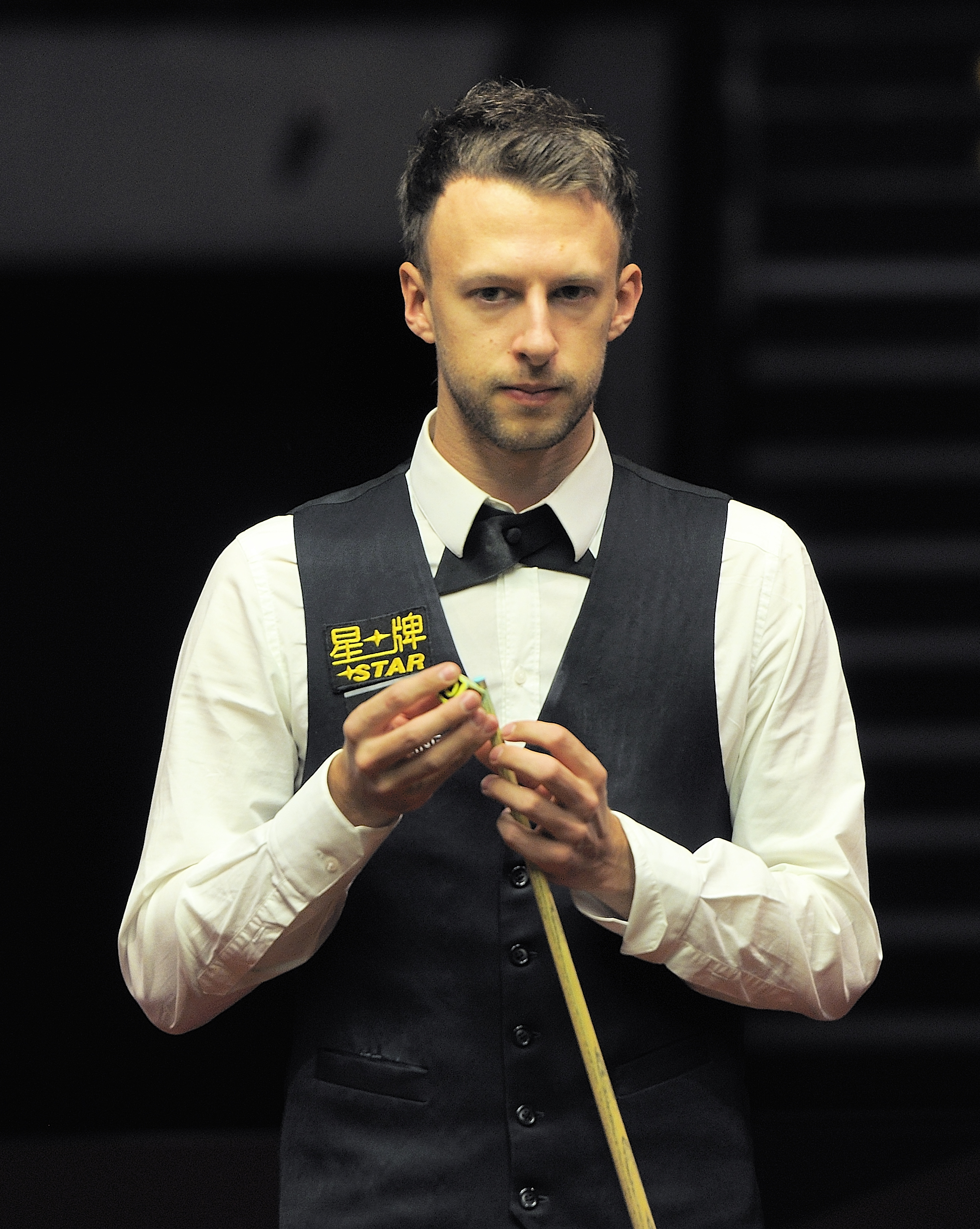
Judd Trump – Weltranglistenerster der aktuellen Snookerweltrangliste

Die Liste der Erstplatzierten der Snooker-Weltrangliste führt alle Erstplatzierten der Snooker-Weltrangliste seit deren Einführung auf. Erster Inhaber war 1975 der Waliser Ray Reardon. Insgesamt 12 verschiedene Spieler standen seitdem auf Platz 1 der Rangliste. Bis zur WM 2015 handelte es sich um eine Weltrangliste nach Punkten, seit der Saison 2014/2015 um eine Preisgeldrangliste der letzten zwei Jahre.
Bis 1981/82 ergab sich die Weltrangliste ausschließlich aus den Ergebnissen der vorherigen drei Weltmeisterschaften. Erst danach erhielten auch andere Turniere den Status von Weltranglistenturnieren. Trotzdem erfolgte die Aktualisierung der offiziellen Weltrangliste erst zum Ende der Saison, jeweils nach Ende der Snookerweltmeisterschaft. Zwischen den übrigen Turnieren wurde eine sogenannte provisorische Weltrangliste geführt, deren Spitzenreiter nicht aufgeführt sind. Erst seit der Saison 2010/11 erfolgt auch eine Aktualisierung unterjährig. Zuerst mit drei zusätzlichen Aktualisierungen (sog. Cut-off-Points) zusätzlich zur WM, seit 2012 erfolgt eine Aktualisierung der offiziellen Weltrangliste nach jedem Ranglisten-Turnier. Es zählen dabei nur solche Preisgelder zur Ranglisten, für die ein Spieler mindestens ein Match im Hauptfeld oder der Quali gewonnen hat; verliert ein Spieler ein Auftaktmatch, zählt ein mögliches Preisgeld für das Erreichen der jeweiligen Runde – etwa bei gesetzten Spielern – nicht zur Rangliste.

## Liste der Weltranglistenersten

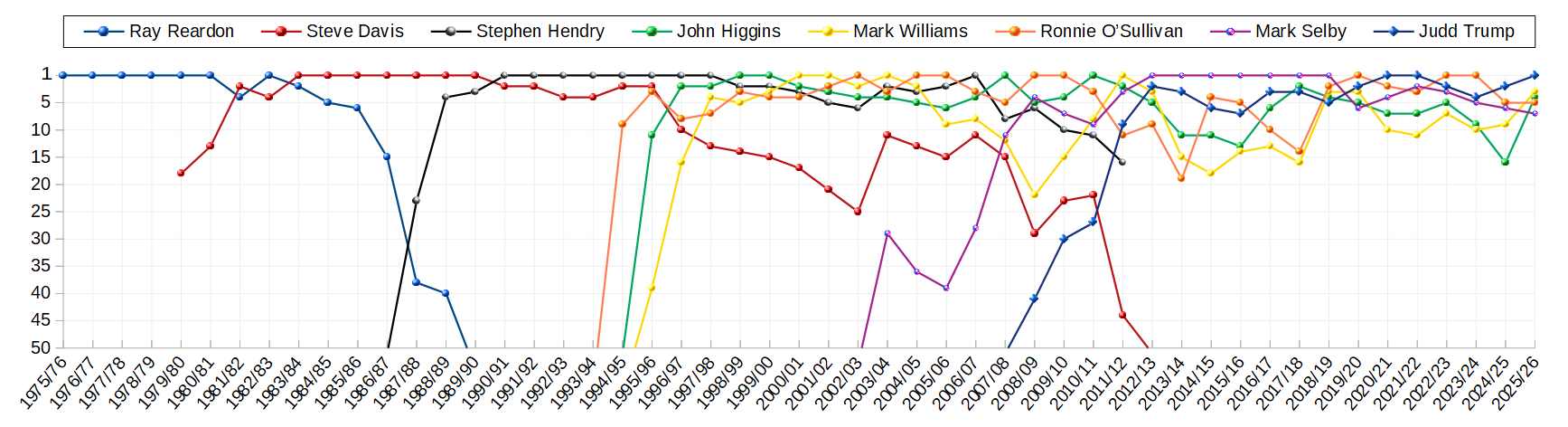
Die Weltranglistenpositionen zum Start der jeweiligen Saison von den dominierenden Spielern von 1975 bis 2026 (Top 8 der obigen Tabelle).
Die Position Nr. 1 zum Start der Saison 1981/82 belegte Cliff Thorburn und zum Start der Saison 2024/25 Mark Allen.

| Nr.  | Name                  | von           | bis           | Dauer      |
| ---- | --------------------- | ------------- | ------------- | ---------- |
| 01   | Ray Reardon           | 3. Mai 1975   | 20. Apr. 1981 | 312 Wochen |
| 02   | Cliff Thorburn        | 21. Apr. 1981 | 16. Mai 1982  | 056 Wochen |
| 1,1  | Ray Reardon (2)       | 17. Mai 1982  | 2. Mai 1983   | 050 Wochen |
| 03   | Steve Davis           | 3. Mai 1983   | 29. Apr. 1990 | 365 Wochen |
| 04   | Stephen Hendry        | 30. Apr. 1990 | 4. Mai 1998   | 418 Wochen |
| 05   | John Higgins          | 5. Mai 1998   | 1. Mai 2000   | 104 Wochen |
| 06   | Mark Williams         | 2. Mai 2000   | 6. Mai 2002   | 105 Wochen |
| 07   | Ronnie O’Sullivan     | 7. Mai 2002   | 5. Mai 2003   | 052 Wochen |
| 6,1  | Mark Williams (2)     | 6. Mai 2003   | 3. Mai 2004   | 052 Wochen |
| 7,1  | Ronnie O’Sullivan (2) | 4. Mai 2004   | 1. Mai 2006   | 104 Wochen |
| 4,1  | Stephen Hendry (2)    | 2. Mai 2006   | 7. Mai 2007   | 053 Wochen |
| 5,1  | John Higgins (2)      | 8. Mai 2007   | 5. Mai 2008   | 052 Wochen |
| 7,2  | Ronnie O’Sullivan (3) | 6. Mai 2008   | 3. Mai 2010   | 104 Wochen |
| 5,2  | John Higgins (3)      | 4. Mai 2010   | 26. Sep. 2010 | 021 Wochen |
| 08   | Neil Robertson        | 27. Sep. 2010 | 12. Dez. 2010 | 011 Wochen |
| 5,3  | John Higgins (4)      | 13. Dez. 2010 | 2. Mai 2011   | 020 Wochen |
| 6,2  | Mark Williams (3)     | 3. Mai 2011   | 11. Sep. 2011 | 019 Wochen |
| 09   | Mark Selby            | 12. Sep. 2011 | 4. Nov. 2012  | 060 Wochen |
| 10   | Judd Trump            | 5. Nov. 2012  | 9. Dez. 2012  | 005 Wochen |
| 9,1  | Mark Selby (2)        | 10. Dez. 2012 | 17. Feb. 2013 | 010 Wochen |
| 10,1 | Judd Trump (2)        | 18. Feb. 2013 | 31. März 2013 | 006 Wochen |
| 9,2  | Mark Selby (3)        | 1. Apr. 2013  | 9. Juni 2013  | 010 Wochen |
| 8,1  | Neil Robertson (2)    | 10. Juni 2013 | 5. Mai 2014   | 047 Wochen |
| 9,3  | Mark Selby (4)        | 6. Mai 2014   | 6. Juli 2014  | 009 Wochen |
| 8,2  | Neil Robertson (3)    | 7. Juli 2014  | 10. Aug. 2014 | 005 Wochen |
| 9,4  | Mark Selby (5)        | 11. Aug. 2014 | 7. Dez. 2014  | 017 Wochen |
| 11   | Ding Junhui           | 8. Dez. 2014  | 14. Dez. 2014 | 001 Woche  |
| 8,3  | Neil Robertson (4)    | 15. Dez. 2014 | 25. Jan. 2015 | 006 Wochen |
| 11,1 | Ding Junhui (2)       | 26. Jan. 2015 | 8. Feb. 2015  | 002 Wochen |
| 9,5  | Mark Selby (6)        | 9. Feb. 2015  | 24. März 2019 | 215 Wochen |
| 7,3  | Ronnie O’Sullivan (4) | 25. März 2019 | 11. Aug. 2019 | 020 Wochen |
| 10,2 | Judd Trump (3)        | 12. Aug. 2019 | 22. Aug. 2021 | 106 Wochen |
| 9,6  | Mark Selby (7)        | 23. Aug. 2021 | 17. Okt. 2021 | 008 Wochen |
| 10,3 | Judd Trump (4)        | 18. Okt. 2021 | 7. Nov. 2021  | 003 Wochen |
| 9,7  | Mark Selby (8)        | 8. Nov. 2021  | 3. Apr. 2022  | 021 Wochen |
| 7,4  | Ronnie O’Sullivan (5) | 4. Apr. 2022  | 6. Mai 2024   | 109 Wochen |
| 12   | Mark Allen            | 7. Mai 2024   | 25. Aug. 2024 | 016 Wochen |
| 10,4 | Judd Trump (5)        | 26. Aug. 2024 | heute         | 045 Wochen |

|     | Name              | erstmals am   | gesamter Zeitraum | längster Zeitraum | Anzahl Zeiträume |
| --- | ----------------- | ------------- | ----------------- | ----------------- | ---------------- |
| 01. | Stephen Hendry    | 30. Apr. 1990 | 471 Wochen        | 418 Wochen        | 2                |
| 02. | Ronnie O’Sullivan | 7. Mai 2002   | 389 Wochen        | 109 Wochen        | 5                |
| 03. | Steve Davis       | 3. Mai 1983   | 365 Wochen        | 365 Wochen        | 1                |
| 04. | Ray Reardon       | 3. Mai 1975   | 362 Wochen        | 312 Wochen        | 2                |
| 05. | Mark Selby        | 12. Sep. 2011 | 350 Wochen        | 215 Wochen        | 8                |
| 06. | John Higgins      | 5. Mai 1998   | 197 Wochen        | 104 Wochen        | 4                |
| 07. | Mark Williams     | 2. Mai 2000   | 176 Wochen        | 105 Wochen        | 3                |
| 08. | Judd Trump        | 5. Nov. 2012  | 165 Wochen        | 106 Wochen        | 5                |
| 09. | Neil Robertson    | 27. Sep. 2010 | 069 Wochen        | 047 Wochen        | 4                |
| 10. | Cliff Thorburn    | 21. Apr. 1981 | 056 Wochen        | 056 Wochen        | 1                |
| 11. | Mark Allen        | 7. Mai 2024   | 016 Wochen        | 016 Wochen        | 1                |
| 12. | Ding Junhui       | 8. Dez. 2014  | 003 Wochen        | 002 Wochen        | 2                |

## Rekorde und Statistiken
- Sowohl Stephen Hendry als auch Steve Davis brauchten jeweils nur 5 Jahre von ihrem Profidebüt bis zum Sprung auf Platz 1 der Weltrangliste.
- Ding Junhui und Mark Allen sind die einzigen Spieler ohne Weltmeistertitel, die in ihrer Karriere Weltranglistenerste waren. Mark Selby und Judd Trump waren zuerst Weltranglistenerste und gewannen erst später die Weltmeisterschaft, alle anderen Weltranglistenersten waren bereits zuvor Weltmeister oder wurden mit der Weltmeisterschaft Ranglistenerster.